# Вери (Вармінсько-Мазурське воєводство)
Вери (пол. Wery) — село в Польщі, у гміні Рибно Дзялдовського повіту Вармінсько-Мазурського воєводства.
Населення — 35 осіб (2011).
У 1975-1998 роках село належало до Цехановського воєводства.

## Демографія
Демографічна структура станом на 31 березня 2011 року:
|          | Загалом | Допрацездатний вік | Працездатний вік | Постпрацездатний вік |
| -------- | ------- | ------------------ | ---------------- | -------------------- |
| Чоловіки | 15      | 3                  | 7                | 5                    |
| Жінки    | 20      | 8                  | 6                | 6                    |
| Разом    | 35      | 11                 | 13               | 11                   |